# Al-Nassr Football Club 2022-2023
Questa voce raccoglie le informazioni riguardanti l'Al-Nassr nelle competizioni ufficiali della stagione 2022-2023.

## Stagione
Nel dicembre 2022 l'Al-Nassr ha ufficializzato l'ingaggio del fuoriclasse Cristiano Ronaldo, già vincitore di cinque Palloni d'oro, dopo la risoluzione del contratto tra il portoghese e il Manchester United.

## Maglie e sponsor
Lo sponsor tecnico per la stagione 2022-2023 è Duneus. Il main sponsor è Shurfah, un portale per imparare online la lingua araba; lo sleeve sponsor è Harry's Pizza, società specializzata nella ristorazione.
| Casa | Trasferta | Terza divisa |

## Rosa

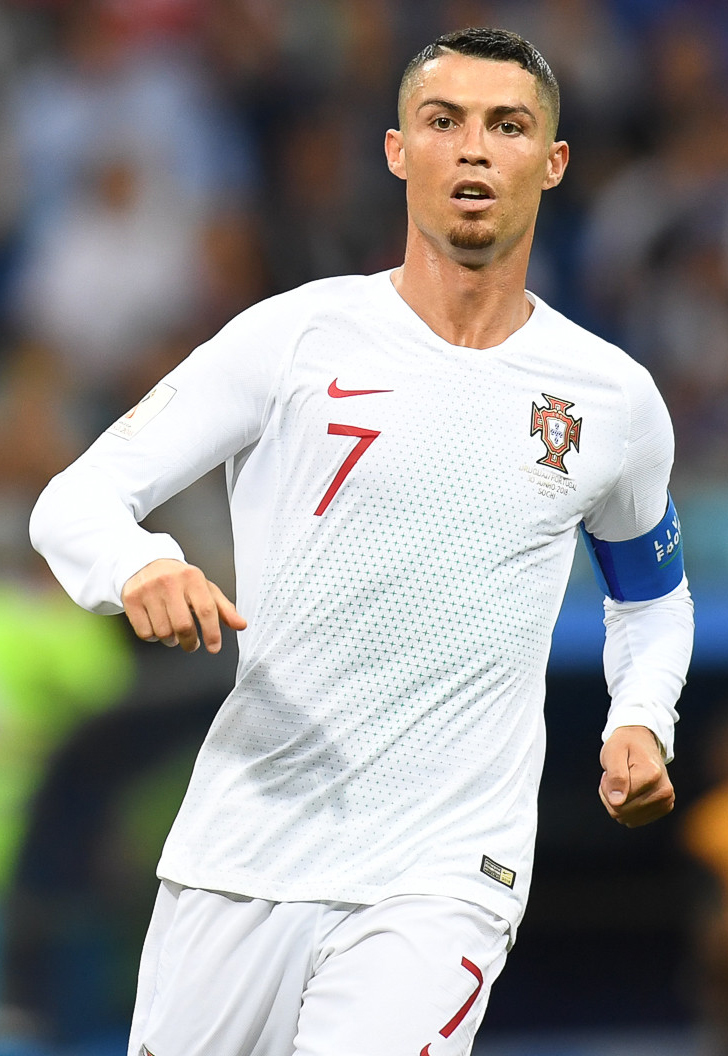
Cristiano Ronaldo, capitano del club dal suo arrivo nel 2023

Aggiornato al 26 gennaio 2023.
| N. |                           | Ruolo | Calciatore                   |
| -- | ------------------------- | ----- | ---------------------------- |
| 1  | Arabia Saudita (bandiera) | P     | Amin Al-Bukhari              |
| 2  | Arabia Saudita (bandiera) | D     | Sultan Al-Ghanam             |
| 3  | Arabia Saudita (bandiera) | D     | Abdullah Madu                |
| 4  | Arabia Saudita (bandiera) | D     | Mohammed Al-Fatil            |
| 5  | Arabia Saudita (bandiera) | D     | Abdulelah Al-Amri            |
| 7  | Portogallo (bandiera)     | A     | Cristiano Ronaldo (capitano) |
| 8  | Arabia Saudita (bandiera) | C     | Abdulmajeed Al-Sulayhem      |
| 9  | Camerun (bandiera)        | A     | Vincent Aboubakar            |
| 10 | Argentina (bandiera)      | C     | Gonzalo Martínez             |
| 11 | Arabia Saudita (bandiera) | C     | Khalid Al-Ghannam            |
| 12 | Arabia Saudita (bandiera) | D     | Nawaf Boushal                |
| 13 | Costa d'Avorio (bandiera) | D     | Ghislain Konan               |
| 14 | Arabia Saudita (bandiera) | C     | Sami Al-Najei                |
| 15 | Arabia Saudita (bandiera) | D     | Abdulaziz Al-Faraj           |
| 16 | Arabia Saudita (bandiera) | A     | Mohammed Maran               |
| 17 | Arabia Saudita (bandiera) | C     | Abdullah Al-Khaibari         |
| 18 | Brasile (bandiera)        | C     | Luiz Gustavo                 |
| 19 | Arabia Saudita (bandiera) | C     | Ali Al-Hassan                |

| N. |                           | Ruolo | Calciatore            |
| -- | ------------------------- | ----- | --------------------- |
| 20 | Arabia Saudita (bandiera) | D     | Hamad Al-Mansour      |
| 21 | Spagna (bandiera)         | D     | Álvaro González       |
| 22 | Argentina (bandiera)      | P     | Augustín Rossi        |
| 23 | Arabia Saudita (bandiera) | C     | Ayman Yahya           |
| 24 | Arabia Saudita (bandiera) | D     | Mansour Al-Shammari   |
| 25 | Colombia (bandiera)       | P     | David Ospina          |
| 27 | Arabia Saudita (bandiera) | D     | Majed Qasheesh        |
| 29 | Arabia Saudita (bandiera) | A     | Abdulrahman Ghareeb   |
| 30 | Arabia Saudita (bandiera) | A     | Meshari Al-Nemer      |
| 33 | Arabia Saudita (bandiera) | P     | Waleed Abdullah       |
| 44 | Arabia Saudita (bandiera) | P     | Nawaf Al-Aqidi        |
| 45 | Arabia Saudita (bandiera) | C     | Abdulfattah Asiri     |
| 46 | Arabia Saudita (bandiera) | C     | Abdulaziz Al-Alawi    |
| 59 | Arabia Saudita (bandiera) | D     | Yousef Haqawi         |
| 77 | Uzbekistan (bandiera)     | A     | Jaloliddin Masharipov |
| 78 | Arabia Saudita (bandiera) | D     | Ali Al-Oujami         |
| 94 | Brasile (bandiera)        | C     | Talisca               |

## Calciomercato

### Sessione estiva
| Acquisti | Acquisti             | Acquisti            | Acquisti                      |
| R.       | Nome                 | da                  | Modalità                      |
| -------- | -------------------- | ------------------- | ----------------------------- |
| P        | Nawaf Al-Aqidi       | Al-Tai              | fine prestito                 |
| P        | Walid Salem Al-Enezi | Al-Fateh            | fine prestito                 |
| P        | David Ospina         | Napoli              | svincolato                    |
| D        | Osama Al-Khalaf      | Al-Hazem            | fine prestito                 |
| D        | Abdullah Al-Shanqiti | Al-Ra'ed            | fine prestito                 |
| D        | Álvaro González      | Olympique Marsiglia | svincolato                    |
| D        | Kim Jin-su           | Jeonbuk Hyundai     | fine prestito                 |
| D        | Ghislain Konan       | Stade Reims         | svincolato                    |
| C        | Mukhtar Ali          | Al-Tai              | fine prestito                 |
| C        | Majeed Al-Ammari     | Al-Thoqbah          | definitivo                    |
| C        | Khalid Al-Ghuwainem  | Al-Shoalah          | fine prestito                 |
| C        | Luiz Gustavo         | Fenerbahçe          | svincolato                    |
| C        | Ayman Yahya          | Al-Ahli             | fine prestito                 |
| A        | Abdulaziz Al-Alawi   | Al-Batin            | fine prestito                 |
| A        | Abdulrahman Ghareeb  | Al-Ahli             | definitivo (6,5 milioni di $) |

| Cessioni | Cessioni                  | Cessioni        | Cessioni      |
| R.       | Nome                      | a               | Modalità      |
| -------- | ------------------------- | --------------- | ------------- |
| P        | Walid Salem Al-Enezi      | Al-Fateh        | svincolato    |
| D        | Osama Al-Khalaf           | Al-Fayha        | definitivo    |
| D        | Abdulkareem Ali Al-Muziel | Al-Batin        | svincolato    |
| D        | Abdullah Al-Shanqiti      | Al-Khaleej      | svincolato    |
| D        | Khalid Al-Shuwayyi        | Al-Riyadh       | svincolato    |
| D        | Ramiro Funes Mori         | Cruz Azul       | definitivo    |
| D        | Kim Jin-su                | Jeonbuk Hyundai | prestito      |
| C        | Mukhtar Ali               | Al-Tai          | prestito      |
| C        | Anselmo                   | Al-Wahda        | fine prestito |
| A        | Abdulfattah Adam          | Abha            | prestito      |
| A        | Jonathan Rodríguez        | América         | definitivo    |

### Sessione invernale
| Acquisti | Acquisti          | Acquisti     | Acquisti                   |
| R.       | Nome              | da           | Modalità                   |
| -------- | ----------------- | ------------ | -------------------------- |
| P        | Agustín Rossi     | Boca Juniors | prestito                   |
| D        | Nawaf Boushal     | Al-Fateh     | definitivo (4,3 milioni €) |
| A        | Cristiano Ronaldo |              | svincolato                 |

| Cessioni | Cessioni            | Cessioni  | Cessioni   |
| R.       | Nome                | a         | Modalità   |
| -------- | ------------------- | --------- | ---------- |
| D        | Abdulaziz Al-Alawi  | Al Adalah | definitivo |
| D        | Mansour Al-Shammari | Al-Ahli   | prestito   |
| A        | Vincent Aboubakar   | Beşiktaş  | definitivo |

## Risultati

### Lega saudita professionistica

#### Girone di andata
| Arbitro: | Al-Hoaish |

|              |           |  |
| Aboubakar 3’ | Marcatori |  |

| Arbitro: | Ortega |

|                 |           |  |
| Al-Nabit 90+12’ | Marcatori |  |

| Arbitro: | Al-Teris |

|                          |           |           |
| Al-Najei 37’ Talisca 60’ | Marcatori | 83’ Bruno |

| Arbitro: | Tobar |

|  |           |                                                     |
|  | Marcatori | 17’ L. Gustavo 29’ Talisca 40’ Al-Najei 51’ Ghareeb |

| Riad 2 ottobre 2022, ore 21:00 UTC+3 5ª giornata | Al-Nassr | 0 – 0 referto | Al-Ittihad | Mrsool Park (23 025 spett.)\| Arbitro: \| Cunha \| |
| Arbitro:                                         | Cunha    |               |            |                                                    |

| Arbitro: | Veríssimo |

|  |           |                                       |
|  | Marcatori | 5’ L. Gustavo 49’ Al-Ghanam 90’ Yahya |

| Arbitro: | Al-Teris |

|                                          |           |                     |
| Yahya 22’, 26’ Aboubakar 28’ Talisca 78’ | Marcatori | 87’ (rig.) Gonzáles |

| Arbitro: | Al-Esmaiel |

|                                      |           |  |
| L. Gustavo 75’, 87’ Talisca 81’, 84’ | Marcatori |  |

| Arbitro: | Al-Jires |

|             |           |                                              |
| Mitriță 28’ | Marcatori | 45+5’ Aboubakar 61’, 73’ (rig.), 89’ Talisca |

| Arbitro: | Ramos |

|                         |           |                                  |
| Talisca 56’ Ghareeb 88’ | Marcatori | 10’ Ighalo 65’ (rig.) Al-Dossari |

| Arbitro: | Al-Jires |

|  |           |              |
|  | Marcatori | 5’ Aboubakar |

| Arbitro: | Al-Harbi |

|                  |           |  |
| Talisca 42’, 47’ | Marcatori |  |

| Riad 14 gennaio 2023, ore 20:30 UTC+3 13ª giornata | Al-Shabab | 0 – 0 referto | Al-Nassr | Stadio Principe Faisal bin Fahd (4 493 spett.)\| Arbitro: \| Turpin \| |
| Arbitro:                                           | Turpin    |               |          |                                                                        |

| Arbitro: | Al-Teris |

|             |           |  |
| Talisca 31’ | Marcatori |  |

| Arbitro: | Rapallini |

|                        |           |                                  |
| Tello 12’ Bendebka 58’ | Marcatori | 42’ Talisca 90+3’ (rig.) Ronaldo |

#### Girone di ritorno
| Arbitro: | Al-Harbi |

|  |           |                                   |
|  | Marcatori | 21’, 40’, 53’ (rig.), 61’ Ronaldo |

| Arbitro: | Al-Blwi |

|                      |           |            |
| Ghareeb 17’ Madu 78’ | Marcatori | 47’ Medrán |

| Arbitro: | Al-Teris |

|  |           |                              |
|  | Marcatori | 18’ (rig.), 23’, 44’ Ronaldo |

| Arbitro: | Al-Jires |

|                                            |           |           |
| Ghareeb 90+3’ Al-Fatil 90+12’ Maran 90+14’ | Marcatori | 17’ López |

| Arbitro: | Mateu Lahoz |

|               |           |  |
| Romarinho 80’ | Marcatori |  |

| Arbitro: | Rapallini |

|                                |           |          |
| Ronaldo 78’ Talisca 86’ (rig.) | Marcatori | 26’ Adam |

| Arbitro: | Al-Harbi |

|  |           |                                                      |
|  | Marcatori | 40’ (rig.), 66’ Ronaldo 55’, 78’ Talisca 90+8’ Yahya |

| Al-Majma'ah 9 aprile 2023, ore 22:00 UTC+3 23ª giornata | Al-Fayha | 0 – 0 referto | Al-Nassr | Stadio Città dello sport di Al-Majma'ah (6 087 spett.)\| Arbitro: \| Bognár \| |
| Arbitro:                                                | Bognár   |               |          |                                                                                |

| Arbitro: | Al-Hoaish |

|                                                    |           |  |
| Ronaldo 4’ Ghareeb 55’ Maran 90’ Al-Sulayhem 90+4’ | Marcatori |  |

| Arbitro: | Oliver |

|                               |           |  |
| Ighalo 42’ (rig.), 62’ (rig.) | Marcatori |  |

| Arbitro: | Al-Shamrani |

|              |           |            |
| González 17’ | Marcatori | 4’ Martins |

| Arbitro: | Al-Kharbosh |

|  |           |                                |
|  | Marcatori | 52’ (rig.) Ronaldo 80’ Talisca |

| Arbitro: | Orsato |

|                                     |           |                        |
| Talisca 44’ Ghareeb 51’ Ronaldo 59’ | Marcatori | 25’ (rig.), 40’ Guanca |

| Arbitro: | Al-Harbi |

|             |           |                |
| Niakaté 43’ | Marcatori | 56’ L. Gustavo |

| Arbitro: | Soares Dias |

|                           |           |  |
| Talisca 4’, 66’ Maran 72’ | Marcatori |  |

### Coppa del Re dei Campioni
| Arbitro: | Al-Esmaiel |

|                        |           |  |
| Yahya 41’ Al-Najei 85’ | Marcatori |  |

| Arbitro: | Treimanis |

|                                       |           |          |
| Al-Najei 1’ Al-Khaibari 21’ Maran 49’ | Marcatori | 69’ Adam |

| Arbitro: | Petrescu |

|  |           |              |
|  | Marcatori | 23’ Beauguel |

### Supercoppa saudita
| Arbitro: | Makkelie |

|                                                |           |             |
| Romarinho 15’ Hamdallah 43’ Al-Shanqeeti 90+4’ | Marcatori | 67’ Talisca |

## Statistiche

### Statistiche di squadra
| Competizione                  | Punti         | In casa | In casa | In casa | In casa | In casa | In casa | In trasferta | In trasferta | In trasferta | In trasferta | In trasferta | In trasferta | Totale | Totale | Totale | Totale | Totale | Totale | DR  |
| Competizione                  | Punti         | G       | V       | N       | P       | Gf      | Gs      | G            | V            | N            | P            | Gf           | Gs           | G      | V      | N      | P      | Gf     | Gs     | DR  |
| ----------------------------- | ------------- | ------- | ------- | ------- | ------- | ------- | ------- | ------------ | ------------ | ------------ | ------------ | ------------ | ------------ | ------ | ------ | ------ | ------ | ------ | ------ | --- |
| Lega saudita professionistica | 67            | 15      | 12      | 3       | 0       | 35      | 10      | 15           | 8            | 4            | 3            | 28           | 8            | 30     | 20     | 7      | 3      | 63     | 18     | +45 |
| Coppa del Re dei Campioni     | Semifinalista | 3       | 2       | 0       | 1       | 5       | 2       | 0            | 0            | 0            | 0            | 0            | 0            | 3      | 2      | 0      | 1      | 5      | 2      | +3  |
| Supercoppa saudita            | Semifinalista | 0       | 0       | 0       | 0       | 0       | 0       | 1            | 0            | 0            | 1            | 1            | 3            | 1      | 0      | 0      | 1      | 1      | 3      | -2  |
| Totale                        | -             | 18      | 14      | 3       | 1       | 40      | 12      | 16           | 8            | 4            | 4            | 29           | 11           | 34     | 22     | 7      | 5      | 69     | 23     | +46 |

### Andamento in campionato
| Giornata  | 1 | 2 | 3 | 4 | 5 | 6 | 7 | 8 | 9 | 10 | 11 | 12 | 13 | 14 | 15 | 16 | 17 | 18 | 19 | 20 | 21 | 22 | 23 | 24 | 25 | 26 | 27 | 28 | 29 | 30 |
| --------- | - | - | - | - | - | - | - | - | - | -- | -- | -- | -- | -- | -- | -- | -- | -- | -- | -- | -- | -- | -- | -- | -- | -- | -- | -- | -- | -- |
| Luogo     | C | T | C | T | C | T | C | C | T | C  | T  | C  | T  | C  | T  | T  | C  | T  | C  | T  | C  | T  | T  | C  | T  | C  | T  | C  | T  | C  |
| Risultato | V | P | V | V | N | V | V | V | V | N  | V  | V  | N  | V  | N  | V  | V  | V  | V  | P  | V  | V  | N  | V  | P  | N  | V  | V  | N  | V  |
| Posizione | 7 | 9 | 6 | 4 | 5 | 4 | 2 | 2 | 1 | 1  | 1  | 1  | 1  | 1  | 1  | 1  | 1  | 1  | 1  | 2  | 2  | 2  | 2  | 2  | 2  | 2  | 2  | 2  | 2  | 2  |

Legenda:

Luogo: C = Casa; T = Trasferta. Risultato: V = Vittoria; N = Pareggio; P = Sconfitta.

### Statistiche dei giocatori
Sono in corsivo i calciatori che hanno lasciato la società a stagione in corso.
| Giocatore      | Lega saudita | Lega saudita | Lega saudita | Lega saudita | Coppa del Re dei Campioni | Coppa del Re dei Campioni | Coppa del Re dei Campioni | Coppa del Re dei Campioni | Supercoppa saudita | Supercoppa saudita | Supercoppa saudita | Supercoppa saudita | Totale   | Totale | Totale      | Totale     |
| Giocatore      | Presenze     | Reti         | Ammonizioni  | Espulsioni   | Presenze                  | Reti                      | Ammonizioni               | Espulsioni                | Presenze           | Reti               | Ammonizioni        | Espulsioni         | Presenze | Reti   | Ammonizioni | Espulsioni |
| -------------- | ------------ | ------------ | ------------ | ------------ | ------------------------- | ------------------------- | ------------------------- | ------------------------- | ------------------ | ------------------ | ------------------ | ------------------ | -------- | ------ | ----------- | ---------- |
| W. Abdullah    | 0            | 0            | 0            | 0            | 0                         | 0                         | 0                         | 0                         | 0                  | 0                  | 0                  | 0                  | 0        | 0      | 0           | 0          |
| V. Aboubakar   | 11           | 4            | 1            | 0            | 1                         | 0                         | 0                         | 0                         | 0                  | 0                  | 0                  | 0                  | 12       | 4      | 1           | 0          |
| A. Al-Alawi    | 0            | 0            | 0            | 0            | 0                         | 0                         | 0                         | 0                         | 0                  | 0                  | 0                  | 0                  | 0        | 0      | 0           | 0          |
| A. Al-Amri     | 26           | 0            | 4            | 0            | 2                         | 0                         | 0                         | 0                         | 1                  | 0                  | 0                  | 0                  | 29       | 0      | 4           | 0          |
| N. Al-Aqidi    | 11           | -6           | 1            | 0            | 2                         | -2                        | 0                         | 0                         | 0                  | 0                  | 0                  | 0                  | 13       | -8     | 1           | 0          |
| A. Al-Bukhari  | 1            | 0            | 0            | 0            | 0                         | 0                         | 0                         | 0                         | 0                  | 0                  | 0                  | 0                  | 1        | 0      | 0           | 0          |
| M. Al-Fatil    | 5            | 1            | 0            | 0            | 0                         | 0                         | 0                         | 0                         | 0                  | 0                  | 0                  | 0                  | 5        | 1      | 0           | 0          |
| K. Al-Ghannam  | 7            | 0            | 0            | 0            | 1                         | 0                         | 0                         | 0                         | 0                  | 0                  | 0                  | 0                  | 8        | 0      | 0           | 0          |
| S. Al-Ghannam  | 25           | 1            | 2            | 0            | 3                         | 0                         | 0                         | 0                         | 1                  | 0                  | 0                  | 0                  | 29       | 1      | 2           | 0          |
| A. Al-Hassan   | 20           | 0            | 4            | 0            | 3                         | 0                         | 0                         | 0                         | 0                  | 0                  | 0                  | 0                  | 23       | 0      | 4           | 0          |
| A. Al-Khaibari | 26           | 0            | 5            | 0            | 3                         | 1                         | 0                         | 0                         | 1                  | 0                  | 0                  | 0                  | 30       | 1      | 5           | 0          |
| H. Al-Mansour  | 0            | 0            | 0            | 0            | 0                         | 0                         | 0                         | 0                         | 0                  | 0                  | 0                  | 0                  | 0        | 0      | 0           | 0          |
| S. Al-Najei    | 22           | 2            | 2            | 0            | 2                         | 2                         | 0                         | 0                         | 1                  | 0                  | 1                  | 0                  | 25       | 4      | 3           | 0          |
| M. Al-Nemer    | 1            | 0            | 0            | 0            | 0                         | 0                         | 0                         | 0                         | 0                  | 0                  | 0                  | 0                  | 1        | 0      | 0           | 0          |
| M. Al-Shammari | 1            | 0            | 0            | 0            | 0                         | 0                         | 0                         | 0                         | 0                  | 0                  | 0                  | 0                  | 1        | 0      | 0           | 0          |
| A. Al-Sulayhem | 22           | 1            | 2            | 1            | 3                         | 0                         | 1                         | 0                         | 1                  | 0                  | 0                  | 0                  | 26       | 1      | 3           | 1          |
| A. Asiri       | 1            | 0            | 0            | 0            | 0                         | 0                         | 0                         | 0                         | 0                  | 0                  | 0                  | 0                  | 1        | 0      | 0           | 0          |
| N. Boushal     | 8            | 0            | 1            | 0            | 1                         | 0                         | 0                         | 0                         | 1                  | 0                  | 0                  | 0                  | 10       | 0      | 1           | 0          |
| A. Bukhari     | 0            | 0            | 0            | 0            | 0                         | 0                         | 0                         | 0                         | 0                  | 0                  | 0                  | 0                  | 0        | 0      | 0           | 0          |
| A. Ghareeb     | 25           | 6            | 0            | 0            | 2                         | 0                         | 0                         | 0                         | 1                  | 0                  | 0                  | 0                  | 28       | 6      | 0           | 0          |
| Á. González    | 21           | 1            | 4            | 0            | 3                         | 0                         | 1                         | 0                         | 0                  | 0                  | 0                  | 0                  | 24       | 1      | 5           | 0          |
| L. Gustavo     | 27           | 4            | 5            | 0            | 2                         | 0                         | 0                         | 0                         | 1                  | 0                  | 1                  | 0                  | 30       | 4      | 6           | 0          |
| G. Konan       | 25           | 0            | 3            | 0            | 3                         | 0                         | 0                         | 0                         | 1                  | 0                  | 0                  | 0                  | 29       | 0      | 3           | 0          |
| A. Lajami      | 21           | 0            | 2            | 0            | 3                         | 0                         | 0                         | 0                         | 1                  | 0                  | 0                  | 0                  | 25       | 0      | 2           | 0          |
| A. Madu        | 13           | 1            | 2            | 0            | 0                         | 0                         | 0                         | 0                         | 1                  | 0                  | 0                  | 0                  | 14       | 1      | 2           | 0          |
| M. Maran       | 14           | 1            | 1            | 0            | 2                         | 1                         | 0                         | 0                         | 0                  | 0                  | 0                  | 0                  | 16       | 2      | 1           | 0          |
| G. Martínez    | 7            | 0            | 0            | 0            | 1                         | 0                         | 0                         | 0                         | 1                  | 0                  | 0                  | 0                  | 9        | 0      | 0           | 0          |
| J. Masharipov  | 14           | 0            | 1            | 0            | 1                         | 0                         | 0                         | 0                         | 1                  | 0                  | 0                  | 0                  | 16       | 0      | 1           | 0          |
| D. Ospina      | 13           | -6           | 0            | 0            | 1                         | 0                         | 0                         | 0                         | 0                  | 0                  | 0                  | 0                  | 14       | -6     | 0           | 0          |
| M. Qasheesh    | 6            | 0            | 0            | 0            | 2                         | 0                         | 0                         | 0                         | 0                  | 0                  | 0                  | 0                  | 8        | 0      | 0           | 0          |
| C. Ronaldo     | 15           | 14           | 3            | 0            | 2                         | 0                         | 1                         | 0                         | 1                  | 0                  | 0                  | 0                  | 18       | 14     | 4           | 0          |
| A. Rossi       | 5            | -5           | 0            | 0            | 0                         | 0                         | 0                         | 0                         | 1                  | -3                 | 0                  | 0                  | 6        | -8     | 0           | 0          |
| Talisca        | 21           | 18           | 4            | 1            | 3                         | 0                         | 1                         | 0                         | 1                  | 1                  | 0                  | 0                  | 25       | 19     | 5           | 1          |
| A. Yahya       | 20           | 4            | 2            | 0            | 1                         | 1                         | 0                         | 0                         | 0                  | 0                  | 0                  | 0                  | 21       | 5      | 2           | 0          |